# Ichneumon fimetarius
Ichneumon fimetarius är en stekelart som beskrevs av Cuvier 1833. Ichneumon fimetarius ingår i släktet Ichneumon och familjen brokparasitsteklar. Inga underarter finns listade i Catalogue of Life.